# Илья-Высоково
Илья-Высоково — село в Пучежском районе Ивановской области России. Административный центр Илья-Высоковского сельского поселения.

## Физико-географические характеристики
Село расположено в 10 км от районного центра город Пучеж, в 160 км — от областного центра города Иваново.

### Гидрология
Село расположено на берегу реки Ячменка, одного из крупнейших притоков, впадающих в реку Волгу Горьковское водохранилище («Горьковское море»).

### Природные особенности
Местность вокруг села лесистая. Встречаются березовые, сосновые и смешанные леса. Леса богаты грибами, ягодами, промысловыми животными, а река богата рыбой.

### Экология
Село и прилегающие территории относятся к экологически чистым районам с благоприятными рекреационными возможностями. Отсутствует радиационный фон.

## История
Село возникло в конце XVIII века.
В XIX — первой четверти XX века село входило в состав Горбунихинской волости Юрьевецкого уезда Костромской губернии, с 1918 года — Иваново-Вознесенской губернии.
Жители села занимались сельским хозяйством, сплавом леса, изготовлением изделий на строчевышивальной фабрике, работали на льнозаводе.
Церковно-приходская школа основана в 1885 году. 
До 2008 г. в селе действовал детский сад.

## Инфраструктура
Село представляет собой комплекс двухэтажных многоквартирных кирпичных жилых домов, а также отдельно стоящих одноэтажных кирпичных и деревянных домовладений.
Улицы села: Заводская, Лесная, Набережная, Новая, Октябрьская, Романиха, Садовая, Советская, Сплавная, Школьная.

## Коммунальная сфера
С 2012 года фактически построен и сдан в эксплуатацию межпоселковый газопровод (город Пучеж — село Илья-Высоково), продолжается строительство газопровода низкого давления.

## Экономика
- ОАО «Илья-Высоковский льнозавод» выкуплен инвестором ООО «Интерлён» (OOO «Interlen»), который вкладывает средства в техническое перевооружение предприятия.[3] По состоянию на начало 2013 года закуплено оборудование немецкой фирмы для переработки льнотресты. Данный факт позволит начать производство нетканого льноволокна, а в дальнейшем и высокономерной пряжи. В перспективе планируется расширение производства с созданием до 150 рабочих мест. (недоступная ссылка — история).
- Жители села занимаются личным подсобным хозяйством, садоводством, огородничеством, пчеловодством, охотой, рыболовством.[4]

## Сельское хозяйство
Вокруг села располагаются земли сельскохозяйственного назначения (сельхозугодья) местных сельхозпроизводителей, в том числе земли бывшего колхоза им. Ленина.

## Торговля
В магазинах, расположенных в центре села, можно приобрести продукты и товары народного потребления.
- ООО «ШАНС» — розничная торговля пищевыми продуктами, включая напитки, и табачными изделиями в специализированных магазинах.

## Коммуникационная инфраструктура
- почтовая: отделение почтовой связи — структурного подразделения Пучежский почтамт УФПС Ивановской области — филиала ФГУП Почта России
- телефонная связь: ОАО «Ростелеком»;
- сотовая связь: «Билайн»; МТС; «СМАРТС»; «МегаФон».

## Транспорт
Илья-Высоково включено в сеть социально-значимых маршрутов общественного транспорта Пучежского муниципального района. Фактически производится регулярное сообщение с центром района — городом Пучеж. Транспорт отправляется с остановки, расположенной в центре села. Перевозки осуществляются МУП «Трансремсервис». C автостанции г. Пучеж можно доехать до других населенных пунктов пригородного или междугороднего сообщения (Москва, Иваново, Кинешма, Нижний Новгород).

## Медицина
Оказание амбулаторно-поликлинической помощи осуществляется специалистами Илья-Высоковского фельдшерского пункта Муниципального учреждения здравоохранения «Пучежская центральная районная больница».

## Образование
Муниципальное общеобразовательное учреждение «Илья-Высоковская школа» Пучежского муниципального района Ивановской области.

## Спорт
- Илья-Высоковский сельский стадион
- Илья-Высоковская сельская детская площадка

## Культура
- Илья-Высоковский сельский дом культуры.
- Илья-Высоковская сельская библиотека.
- Илья-Высоковский мини-музей декоративно-прикладного творчества.

## Достопримечательности
- Илья-Высоковский Храм Рождества Богородицы (иные известные названия: Ильинская церковь, Церковь Илии Пророка села Илья-Высоково Пучежского района Ивановской области) (1767 год)[5][6][7].
- Мемориал воинам, погибшим в Великой Отечественной войне 1941—1945 г., установлен в центре села[8].

## Известные люди
В селе жил Герой Социалистического Труда Александр Петрович Толстяной, был награждён двумя орденами Ленина и золотой медалью «Серп и Молот».

## Общественные организации
- Местная религиозная организация — православный Приход храма Рождества Богородицы села Илья-Высоково Пучежского района Ивановской области Иваново-Вознесенской и Кинешемской Епархии Русской Православной Церкви (Московский Патриархат).[источник не указан 1339 дней]